# The Color Morale
The Color Morale ist eine 2007 gegründete Post-Hardcore-/Metalcore-Band aus Rockford, Illinois.

## Geschichte

### Gründung undWe All Have Demons(2007–2010)
Gegründet wurde The Color Morale im Jahr 2007 in Rockford im Bundesstaat Illinois von Sänger Garret Rapp, Bassist Justin Hieser, Schlagzeuger Steve Carey und den beiden Gitarristen Ramon Mendoza und John Bross, nachdem die Musiker beschlossen, ihre vorherige Band namens The Killer Apathy aufzulösen. Hieser war das einzige Mitglied, welches nicht in dieser Band aktiv war.
Anfang Juni 2009 wurde die Band von der US-amerikanischen Plattenfirma Rise Records unter Vertrag genommen. Es war geplant das Debütalbum im September des gleichen Jahres zu veröffentlichen. Das Album trägt den Namen We All Have Demons und wurde in den Foundation Studios in Connersville, Indiana von Joey Sturgis produziert. Es erschien am 1. September 2009. Im Jahr 2010 tourte die Gruppe mit The Bled im Rahmen der Rise Records Tour durch Nordamerika.

### My Devil in Your Eyes(2010–2012)
Ende 2010 begann die Gruppe mit den Arbeiten am Nachfolger-Album von We All Have Demons und bezog das Studio mit Joey Sturgis, welcher bereits das Debütalbum der Band produzierte. Es heißt My Devil in Your Eyes und erschien am 11. März 2011 weltweit über Rise Records. Kurz vor der Veröffentlichung des Albums verließ Bassist Justin Hieser die Gruppe und wurde durch Anthony Wick ersetzt. Allerdings blieb Wick nicht lange in der Band, da Hieser noch im gleichen Jahr wieder der Gruppe anschloss.
Vor dem ersten Konzert der Scream It Like You Mean It-Tour endete das Engagement von Gitarrist John Bross, da sich dieser verlobt hatte und eine Familie gründen wollte. Hieser wechselte an die Rhythmusgitarre und die Bassspuren wurden bei Konzerten mit Samples gespielt. Im September und Oktober 2011 spielte die Gruppe eine Europatournee mit Memphis May Fire und Dream On, Dreamer. Im Jahr 2012 wurde Ryan Pulice, ehemaliges Mitglied in der Band Rosaline, als neuer Bassist in die Band aufgenommen. Im August 2012 wurde bekannt, dass Gitarrist Ramon Mendoza kürzertreten würde, um mehr Zeit für seine Familie zu haben. Als Ersatz wurde Devin King aufgenommen, welcher zuvor als Merchverkäufer und Session-Musiker bei der Band aktiv war.

### Know Hope(2012–2014)
Mitte 2012 wurde bekannt, dass sich die Gruppe mitten in der Schreibphase für das dritte Studioalbum, welches Know Hope heißt, befindet. Als einen möglichen Veröffentlichungszeitraum wurde entweder Ende 2012 oder Anfang 2013 angegeben. Für das Album wurden insgesamt 22 Lieder geschrieben, wovon zwölf später auf dem Album Platz fanden. Erstmals war nicht Sturgis als Produzent am Werk, sondern Josh Schroeder.
Auch wurde angekündigt, dass John Bross endgültig kein Mitglied der Band mehr sei und auch Ryan Pulice wurde aus der Band geworfen, wodurch Aaron Saunders neuer Rhythmusgitarrist wurde und Justin Hieser wieder zum Bass wechselte. Know Hope erschien am 25. März 2013 und platzierte sich erstmals auf Platz 106 in den offiziellen US-Albumcharts. Am 1. Januar 2014 wurde angekündigt, dass die Gruppe auf der Warped Tour spielen würden.

### Unterschrift bei Fearless Records undHold On Pain Ends(seit 2014)
Am 10. April 2014 wurde bekannt, dass die Gruppe einen Plattenvertrag bei Fearless Records unterschrieben habe. Auch wurde das Labeldebüt der Gruppe, Hold On Pain Ends, verkündet, das noch im Jahr 2014 herausgebracht werden soll. Einen Tag später wurde Mike Honson als Ersatz für Justin Hieser vorgestellt. Am 23. Juli 2014 erschien die erste Single namens Outer Demons.
Am 2. Juli 2014 wurde das Coverdesign und die Titelliste des neuen Albums veröffentlicht. Am selben Tag wurde die Vorbestellungsphase für das Album gestartet. Die zweite Singleauskopplung Suicide;Stigma, auf welcher David Stephens von We Came as Romans zu hören ist, wurde im weiteren Verlauf des Monats veröffentlicht. Angesetzt war die Veröffentlichung für den 2. September 2014 in Nordamerika. In Europa erschien das Album zehn Tage später. Am 2. September veröffentlichte die Gruppe ihr Musikvideo zum Lied Prey for Me. In den USA stieg das Album auf Platz 28 in den US-Albumcharts ein. Zwischen dem 9. September 2014 und dem 5. Oktober 2014 ist die Gruppe neben Crossfaith, Palisades und For Today als Vorgruppe für We Came as Romans in den Vereinigten Staaten zu sehen. Direkt im Anschluss folgt eine Tournee mit The Word Alive, welche größtenteils durch das Vereinigte Königreich, aber auch durch Deutschland, Frankreich und die Niederlande führen wird. Im Rahmen der Get Real Tour, welche Ende 2014 stattfindet, wird die Gruppe erneut als Vorband für The Word Alive auftreten. Die Tournee, welche lediglich in den Vereinigten Staaten stattfindet, wird außerdem von Our Last Night, Miss Fortune und The Dead Rabbitts begleitet. Auf der Europatournee Hold on Pain Ends wurden sie u. a. von Ash Is a Robot unterstützt.
Am 22. Januar 2018 kündigten die Musiker an, dass die Gruppe auf unbestimmte Zeit pausieren werde.

## Stil
Die Gruppe spielt eine moderne Variante des Post-Hardcore, welcher stark vom Metalcore beeinflusst wird. Zeitweise erinnert die Musik von The Color Morale an The Chariot oder die frühen Underoath. Auch kann die Musik von The Color Morale mit Of Mice & Men verglichen werden.
Der Gesang von Garret Rapp wird zeitweise mit Jeremy McKinnon (A Day to Remember) und Jonny Craig (Slaves) verglichen. In der Szene ist die Gruppe als christliche Band bekannt, auch wenn die Musiker selbst verneinen, dass es sich bei The Color Morale um eine christliche Band handelt.

## Diskografie
- 2009: We All Have Demons (Rise Records)
- 2011: My Devil in Your Eyes (Rise Records)
- 2013: Know Hope (Rise Records)
- 2014: Hold On Pain Ends (Fearless Records)
- 2016: Desolate Divine (Fearless Records)